# 21e demi-brigade de première formation
La 21e demi-brigade de première formation également appelée  21e demi-brigade de bataille de première formation, voire 21e demi-brigade de bataille, était une unité militaire de l’armée française créée sous la Révolution française, devenue 21e régiment d'infanterie.

## Création et différentes dénominations
Par le décret du 21 février 1793, la Convention décrète l'amalgame de l'armée royale et des bataillons de volontaires nationaux.

La Convention nationale prescrivit ensuite, par décrets des 26 février et 12 août 1793, que l'infanterie de ligne cesserait d'être désignée sous la dénomination de régiment, et que ces corps prendraient à l'avenir le nom de demi-brigades.
C'est ainsi que la 21e demi-brigade de première formation est formée le 1er brumaire an II (22 octobre 1793) par l'amalgame des bataillons de ligne et de volontaires composée des :
- 1er bataillon du 11e régiment d'infanterie (ci-devant La Marine)
- 2e bataillon de volontaires du Var
- 1er bataillon de volontaires de la Haute-Garonne

Lors du second amalgame, la 21e demi-brigade de première formation est incorporée dans la 32e demi-brigade de deuxième formation.

## Historique
La 21e demi-brigade, d'un effectif de 3 201 hommes, est formée à Nice le 20 janvier 1794 de l'amalgame des
- 1er bataillon du 11e régiment d'infanterie (ci-devant La Marine)
- 2e bataillon de volontaires du Var
- 1er bataillon de volontaires de la Haute-Garonne

La 21e demi-brigade, fait les campagnes de l'an II, de l'an III et de l'an IV à l'armée d'Italie.
À la fin de la campagne de 1793, sous le commandement du chef de brigade Pijon le 1er bataillon de la 21e demi-brigade cantonne à Monaco, le 2e à Menton et le 3e à Menton et Roquebrune et y reste jusqu'en mars 1794 (ventôse/germinal an II).

Le 4 avril, forte de 2 000 hommes, la 21e reçoit l'ordre de se porter sur Castellar puis sous les ordres du général François elle avance sur les hauteurs de Dolce-Aqua et arrive le 7 avril à Pigna là où elle est rejointe par une partie de la colonne du général Masséna. Elle occupe ensuite successivement Moline, Triora, le col de Mezza-Lima, et le village de la Pieva interceptant toute communication entre le Piémont et la principauté d'Oneille.

Après s'être emparé d'Oneille le général Mouret rejoint le général Masséna à la Pieva et décident d'attaquer Ponte di Nava (it), Ormea et Garessio. Le 16 avril la colonne Masséna prend Ponte di Nava. Lors du combat la 21e perd 1 tué et 4 blessés. Le 17 avril, la colonne Masséna renforcé des troupes du général Laharpe entrent dans Ormea et font 400 prisonniers autrichien, le 18 la ville de Garessio se rend. Les troupes françaises font main basse sur des magasins considérables de vivres et d'habillement et récupèrent 12 pièces d'artillerie, 3 000 fusils de la poudre et des outils.

Le général Laharpe qui à la charge de défendre la Viesena et la vallée du Tanaro, laisse la 21e demi-brigade en poste à Ormea et dans les postes environnant et envoya 2 compagnie à la Pieva.
Après la défaite des troupes piémontaises, le 29 avril, le général Laharpe fit rassembler l'ensemble de la demi-brigade puis lui fit occuper les positions suivantes :
- 1er bataillon sur le mont San-Bernardo, à droite de Garessio
- 4 compagnies du 2e bataillon à Pujello
- 4 autres compagnies du 2e bataillon au château de Balestrino
- 3e bataillon à gauche de Balestrino au pied de la montagne de Preronde.

La 21e conserva ces positions pendant les mois de mai et juin.

## Personnalités
- Charles Bouge alors capitaine.
- Jean Joseph Magdeleine Pijon alors général.
- Antoine-Guillaume Rampon alors chef de brigade.
- François Roguet alors adjudant-major